# Lê Văn Kiển
Võ sư Lê Văn Kiển (1914-2003), còn gọi là Tám Kiển, quê quán Sóc Trăng. Ông học võ từ nhiều danh sư, trong đó có võ sư Lai Quý của môn phái Bạch Hạc quyền. Năm 1948, ông lập võ đường Âm Dương tại Sài Gòn, nhưng đến năm 1950 thì đổi thành võ đường Nam Tông. Ông từng là chủ tịch (hai nhiệm kỳ) của Tổng hội Võ học Việt Nam thành lập tại Sài Gòn năm 1969. Ông là người đã sáng tác bài quyền Lão hổ thượng sơn. Ông cũng xuất bản một số sách võ: Lão hổ thượng sơn quyền pháp, Thập bát liên châu quyền pháp.
Ông qua đời tại Thành phố Hồ Chí Minh năm 2003.